# Дуронья
Дуронья (итал. Duronia) —  коммуна в Италии, располагается в регионе Молизе, в провинции Кампобассо.
Население составляет 507 человек (2008 г.), плотность населения составляет 23 чел./км². Занимает площадь 22 км². Почтовый индекс — 86020. Телефонный код — 0874.
Покровителем коммуны почитается святитель Николай Мирликийский, чудотворец, празднование 6 декабря.

## Демография
Динамика населения:

## Администрация коммуны
- Официальный сайт: